# Kim Un-chol
Kim Un-chol est un boxeur nord-coréen né le 23 septembre 1979. 

## Carrière
Aux Jeux olympiques d'été de 2000, il combat dans la catégories mi-mouches et remporte la médaille de bronze.

## Référence
1. ↑  (en) Résultats des Jeux olympiques 2000 (amateur-boxing.strefa.pl)